# Lejkowska Struga
Lejkowska Struga (Wielki Rów) – struga w Polsce, lewobrzeżny dopływ Omulwi o długości 29,28 km i powierzchni zlewni 86,6 km².
Struga wypływa z terenów leżących na wschód od Szczytna, płynie w przybliżeniu w kierunku południowym, następnie wpływa do Omulwi na południowej granicy powiatu. Początkowy bieg zwany jest po prostu Lejkowską Strugą, końcowy często z dodatkiem Wielki Rów, gdyż rzeka była sztucznie pogłębiana i poszerzana.